# Llengües chocó
Les llengües chocó constitueixen una família lingüística de llengües ameríndies integrada per llengües de l'occident de Colòmbia i el sudoccident de Panamà.

## Classificació
Diverses cròniques de la conquesta espanyola van informar sobre els indis de la "província de Chocó". Pinart (1887) sobre la "llengua chocó", parlada des de Punta Garachiné fins al riu San Juan, l'alt riu Atrato i les muntanyes d'Antioquia. Chamberlain (1907) va ser el primer a considerar l'existència de la família chocó.
Tots els investigadors coincideixen a incloure dins de la família chocó el wounaan i l'emberà, encara que difereixin en la classificació dels dialectes emberà. Swadesh (1959) va estimar en set segles el temps de separació entre les dues llengües, encara que Constenla i Margery (1991) van calcular que la separació es va produir fa més de dos mil anys.

### Llengües de la família
El wounaan o waunana és una llengua parlada per unes 8.000 persones (1998) i amb una petita diferenciació dialectal. En canvi el nombre de parlants d'emberà s'estima en més de 80.000, amb un territori que s'ha expandit notablemente i ha arribat a Equador des de 1964. L'emberà és un continu dialectal amb nombroses varietats. Alguns autors han suggerit que llengües extintes com el quimbaya i el sinú podrien estar emparentats amb les llengües chocó, no obstant això, la qüestió segueix sent una conjectura no demostrada.
La classificació de les llengües chocó modernes és:
- I- Wounaan (Noanamá, Waunana, Woun Meu): 6.000 parlants (1988)[4]

1. Pizarro
2. Istmina
3. Curiche
4. Panamà

- II- Emberà

A. Embera septentrional
a. Catío (Katío): 15.040 (1992)
1. Dabeiba
2. Tukurá (Riu Verde, alt Sinú o Emberá-Katío)
3. Ngverá (San Jorge)
4. Jaidukama (Ituango)
5. Cémaco (nord-est de Panamà)

b. Darién (Embera nord-occidental): 60.200 (2000-2001); 60.000 (2005)
1. Sambú (sureste de Panamá)
2. Juradó
3. Citará (Atrato o bajo Andágueda)

B. Embera sureño
a. Xamí (Caramanta, Embera-Chamí o Embera oriental): 5.510 (2001)
1. Cristianía
2. Alto Andágueda
3. Mistrató
4. Tadó
5. Garrapatas

b. Baudó (baix Baudó): 5.000 (1995)
1. Catrú
2. Dubasa
3. Purricha
4. Pavaja

c. Eperã (Epena): 3.550 (2000-2004)
1. Joaquincito
2. Cajambre
3. Naya
4. Saija
5. Tapaje
6. Satinga

El 2000 foren censats a Panamà 22.485 emberà i 6.882 wounaan. A Colòmbia s'han censat 72.692 indígenes d'aquestes ètnies; dels quals 71.412 són emberà i 1.280 wounaan.
Les llengües d'altres grups extints que podrien estar relacionades amb les llengües chocó són:
- III - Possiblement chocó
- # Anserma (†)
- # Cauca (†)?
- # Caramanta (†)?
- # Zenú (†)?
- # Sinúfana (Zenufara) (†)?
- # Quimbaya (Kimbaya) (†)?
- # Runa (†)

### Relació amb altres llengües
La classificació de les llengües chocó, dins de la gran varietat de famílies americanes, és encara motiu de discussió. Per a Paul Rivet (1944), les llengües chocó formen part de la gran família carib, opinió que va ser seguida per moltes classificacions posteriors. Durbin (1977) i Llerena (1995) consideren que aquesta hipòtesi no ha estat confirmada, ja que té un fonament molt fragmentari. Lehmann (1920) pensava que les llengües chocó havien d'agrupar-se juntament amb les llengües txibtxa, opinió que va seguir Joseph Greenberg (1987), qui, considera que les llengües chocó pertanyen al tronc paezano del macrofilum txibtxa-paez. Loukotka (1939) va trobar intrusions del páez en les llengües chocó, que són notòries en el wounaan, però elles de cap manera denoten un origen comú, sinó que són el resultat de préstecs multiplicats per l'antic veïnatge.
Segons Aguirre (1993), a la llum de les recerques lingüístiques recents, la hipòtesi de la independència de la família chocó sembla la més contundent, donant-li la raó a Chamberlain, Nordenskjöld (1929), Loukotka (1968) i Tovar-Larrucea (1984).
Alguns autors afegeixen a la família chocó algunes extingides com quimbaya, pijao, cueva, zenú, arma, nutabe, tahamí, ebéjico, carrapa, piqués, paucara, anserma i pou. Els escassos vocabularis pijao, així com la toponímia quimbaya, zenú i ebéjico tendeixen a descartar la seva inclusió entre les llengües chocó. En el cas de la llengua d'ebéjico, segons Rivet (1952), hi ha evidències de la seva relació amb la família txibtxa o amb el páez. Del pou amb prou feines es coneix una paraula que coincideix amb la llengua kuna, classificat com txibtxa. La llengua denominada anserma sembla la mateixa dels umbrá, que encara es parla i sembla no tenir relació propera amb la família chocó, encara que Rendón (2012) considera que sí que pot ser part d'un grup chocó. Quant als cueva, Kathleen Romolini (1987) va recopilar un vocabulari, sobre la base del qual considera que podria tenir relacions amb la família txibtx o l'arawak, però Constenla i Margery (1991) creuen que sí que és possible plantejar un origen comú de la llengua cueva i les llengües chocó. No obstant això, ara com ara qualsevol addició a aquesta família, més enllà de l'emberà i el wounaaan, resulta mera hipòtesi.

## Descripció lingüística

### Fonologia
L'inventari fonològic de diverses llengües chocó és similar
|           |           | Waunana, Saija | Bajo Baudó | Alto San Juan | Atrato Chocó N. |
| --------- | --------- | -------------- | ---------- | ------------- | --------------- |
| oclusiva  | aspirada  | pʰ tʰ kʰ       | pʰ tʰ kʰ   | pʰ tʰ kʰ      | pʰ tʰ kʰ        |
| oclusiva  | sorda     | p t k ʔ        | p t k      |               |                 |
| oclusiva  | sonora    | b d g          | b d        | b d           | b d             |
| oclusiva  | implosiva |                | ɓ ɗ        | ɓ ɗ           | ɓ ɗ/ð           |
| africada  | sorda     | ʧ              | ʧ          | ʧ             | ʧ               |
| africada  | sonora    |                |            |               | ʤ               |
| fricativa | sorda     | s h            | s h        | s h           | s h             |
| fricativa | sonora    |                | β          | β             | β z             |
| sonorant  | líquida   | l ɾ r          | l ɾ r      | l ɾ r         | l ɾ r           |
| sonorant  | nasal     | m n            | m n        | m n           | m n             |
| sonorant  | semivocal | w j            | w j        | w j           | w j             |

### Gramàtica

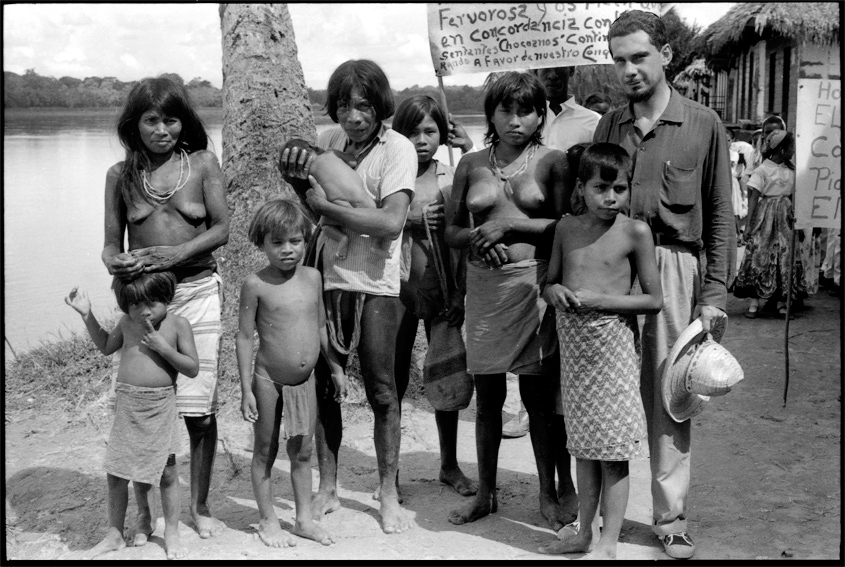
Eduardo Cote Lamus, poeta i polític colombià, a l'alt Riu San Juan, departament de Chocó, Colòmbia, en 1958, amb alguns indígenes chocó.

Totes les llengües chocó són ergatives i el sistema de cas gramatical inclou una marca de cas ergatiu que és obligatòria amb els agents dels verbs transitius. Els objectes dels verbs intransitius i els subjectes dels intransitius van sense marcar (morf zero = Ø), l'ordre bàsic preferent o no marcat és agent-pacient-verb:
(1) khum-au sūr-Ø būr-pi-hi-m
jaguar-ERG cérvol-ABS caure-CAUS-PAS-DECLAR
'El jaguar va fer caure el cérvol'
(2) sūr-Ø būr-hi-m
cérvol-ABS caer-PAS-DECLAR
'El cérvol va caure'

### Comparació lèxica
Els numerals en diferents llengües chocó són:
| GLOSA | Emberà septentrional | Emberà septentrional | Emberà meridional | Emberà meridional | Emberà meridional | Waunana     | PROTO- CHOCÓ                  |
| GLOSA | Emberá- Catío        | Emberá- Darién       | Emberá- Chamí     | Eperã Saija       | Emberá- Tadó      | Waunana     | PROTO- CHOCÓ                  |
| ----- | -------------------- | -------------------- | ----------------- | ----------------- | ----------------- | ----------- | ----------------------------- |
| '1'   | ába                  | abá                  | 'abá              | ɑbɑ               | ɑbɑ               | dau ʔãb     | *(ʔ)ãba                       |
| '2'   | umé                  | ome                  | 'õme              | omé               | ume               | dau nuˈmi   | *(n)umi                       |
| '3'   | ũbéa                 | õbea                 | õᵐbéa             | õpée              | ũpea              | dau tʰãrhup | *-(h)ũp                       |
| '4'   | kʰimárẽ              | kimárẽ               | kʰimã́re           | kʰĩmɑ̃rĩ           | kʰĩmɑ̃rĩ           | dau hajap   |                               |
| '5'   | wesomá huwua         | huesoma huasoma      | húə somá          | hoisomá hua hõ    | huesomɑ           | hua ʔãb     | *hue (soma) 'mano (completa)' |
| '6'   | (5x1)+1              | (seis)               | (seis)            |                   | (5x1)+1           | (5x1)+1     | *(5x1)+1                      |
| '7'   | (5x1)+2              | (siete)              | (siete)           |                   | (5x1)+2           | (5x1)+2     | *(5x1)+2                      |
| '8'   | (5x1)+3              | (očo)                | (očo)             |                   | (5x1)+3           | (5x1)+3     | *(5x1)+3                      |
| '9'   | (5x1)+4              | (nwebe)              | (nwebe)           |                   | (5x1)+4           | (5x1)+4     | *(5x1)+4                      |
| '10'  | (5x2)                | (diez)               | huə́ 'ṍme          |                   | (5x2)             | (5x2)       | *(5x2)                        |
El sistema de compte és vigesimal, amb 5 usat com a sub-base, les paraules per '5' significa usualment 'mà' o 'tota la mà', les paraules per '10' *literalment són 'dues mans'. Mentre que les paraules per '20' literalment són 'un cos' (ja que tots els dits del cos, amb mans i peus, sumen 20).